# شركة سي بي إس
شركة سي بي إس أو سي بي إس كوروبيشن (بالإنجليزية: CBS Corporation) ، هي شركة أمريكية مهتمة بالوسائل الإعلامية والتي تشمل الأخبار وعروض المسلسلات والأفلام السينمائية، أسست عام 2006م بعد انشقاقها من مجموعة فياكوم الأمريكية، ومقرها الرئيسي في مدينة منهاتن بمدينة نيويورك الأمريكية.

## وصلات خارجية
- الموقع الرسمي